# Christiana Morgan
Christiana Drummond Morgan (née Christiana Drummond Councilman le 6 octobre 1897 et morte le 14 mars 1967) était une psychologue, artiste et codirectrice de la célèbre Harvard Psychological Clinic. Elle est surtout connue pour avoir co-écrit le test d'aperception thématique, l'un des tests projectifs les plus utilisés en psychologie. Morgan a joué un rôle crucial mais souvent négligé dans le développement de la psychologie du XXe siècle, notamment grâce à sa collaboration avec Carl Jung et à son travail pionnier en psychologie jungienne et féministe. Ses contributions ont été renouvelées en 1993 avec la biographie de Claire Douglas, Translate This Darkness, et l'intérêt universitaire qui s'est ensuivi.

## Enfance et jeunesse
Christiana Drummond Councilman est née à Boston, dans le Massachusetts, le 6 octobre 1897. Elle a grandi dans une famille de l'élite de Boston. Son père, William Thomas Councilman, était professeur Shattuck d'anatomie pathologique à la faculté de médecine de Harvard (Le titre "Professeur Shattuck" correspondait à une chaire professorale honorifique de cette école, créée en l'honneur de George Cheyne Shattuck, qui fut un médecin éminent et bienfaiteur de l'école ; ce titre a ensuite été accordé à un professeur en reconnaissance de son excellence académique et de ses contributions à l'Institution). Sa mère, Isabella, était également connue dans la haute société de Boston.
Christiana a fréquenté l'école pour filles Miss Winsor de Boston, de 1908 à 1914, puis un pensionnat à Farmington, dans le Connecticut.
En 1917, Christiana rencontre William Otho Potwin Morgan, qui s'engage dans l'armée pendant la Première Guerre mondiale. De son côté, elle suit à ce moment une formation d'infirmière auxiliaire au YWCA de New York, et sert pendant la pandémie de grippe de 1918.
Le couple se marie en 1919, et Christiana a donné naissance à leur unique enfant, Peter Councilman Morgan, en 1920.
Membre du Club Introverti/Extroverti de New York dans les années 1920, elle se rend à Zurich pour consulter Carl Jung.
De 1921 à 1924, Morgan étudie l'art à l'Art Students League de New York, développant ses compétences en peinture et en sculpture (en sculpture sur bois notamment).
En 1923, elle rencontre et tombe amoureuse d'Henry (Harry) Murray, alors biochimiste à l'université Rockefeller de New York, et futur professeur de psychologie à l'université Harvard) ; Murray était alors marié, depuis sept ans, et ne voulait pas quitter sa femme. Alors que Murray traversait un grave conflit, Morgan lui conseilla de consulter Jung. En 1927, ils rendent visite à Jung à Zurich et, sur ses conseils, deviennent amants « pour libérer leur inconscient et leur créativité ».
Malgré les contraintes sociales pesant sur l'éducation des femmes à l'époque, Morgan, autodidacte, devient codirectrice, chercheuse et analyste à la Harvard Psychological Clinic.
Au début de sa carrière, elle s'est portée volontaire comme infirmière pendant la Première Guerre mondiale et la pandémie de 1918, des expériences qui ont profondément influencé son travail ultérieur en psychologie.

## Visions et travail avec Carl Jung
Le travail de Morgan avec Carl Jung a été essentiel dans sa vie, mais aussi pour le développement de la psychologie jungienne.
En 1926, à Zurich, où elle est venue faire une analyse avec Jung, elle apprend à accéder à son inconscient via l'imagination active. Elle utilise ses dons artistiques pour traduire en dessins son monde intérieur et ses visions archétypales, dans sa quête d'intégration psychologique.
Durant neuf mois, elle a dessiné des centaines de ces visions, que Jung a largement utilisées dans ses « Séminaires sur les Visions » de 1930 à 1934. Jung la considérait comme une « femme pionnière » et une manifestation du féminin parfait (une femme inspiratrice), ainsi qu'une source cruciale de matériel pour ses théories sur la base archétypique de l'inconscient.
Les visions et dessins de Morgan, et son travail d'analyse avec Jung ont fourni un cadre méthodologique et conceptuel important pour l'exploration de l’inconscient féminin. Ses contributions ont joué un rôle déterminant dans le développement des théories jungiennes, notamment concernant l’anima et l’utilisation de l'imagination active en thérapie.
Selon Claire Douglas, malgré l'admiration de Jung pour elle, il a eu du mal à comprendre la force créatrice de cette femme de son temps, et a surtout considéré son rôle comme celui d'une muse pour les hommes puissants ; ce qui a contribué à éclipser ses contributions intellectuelles, pourtant substantielles. Durant son analyse avec Jung, Morgan a tenu trois volumes de journaux analytiques contenant à la fois des notes et des illustrations (dessins, peintures). Les séminaires sur les visions de Jung se sont basés sur le premier de ces volumes et une partie du troisième volume. Ilona Melker, en 2015, a produit un article sur la nature de celles des visions que Jung n'a pas retenues pour ses séminaires, et elle soulève des questions sur les raisons pour lesquelles Jung a pu ne pas retenir les « visions » du deuxième volume des journaux analytiques de Morgan.

## Clinique psychologique de Harvard et test d'aperception thématique
En 1926, de retour aux États-Unis, Morgan rejoint Henry (Harry) Murray à la Harvard Psychological Clinic. Ensemble, ils ont codirigé la clinique — après le décès de Morton Prince — contribuant à en faire une institution centrale de la psychologie américaine du XXe siècle. En 1934, leur collaboration aboutit notamment à la production du Test d’Aperception Thématique, un test projectif encore largement utilisé aujourd’hui.
Ce test consiste en une série d'images montrées à une personne à qui il est demandé d'inventer une histoire à partir de chaque image ; dans ses débuts, de nombreux dessins de Morgan elle-même ont été inclus. Elle fut le premier auteur avec Henry (Harry) Murray dans la première publication du test et, jusqu'en 1941, il était dit Morgan-Murray Thematic Aperception Test. Quand la version actuelle du test a été publiée par la Harvard University Press (1943), sa paternité a été attribuée uniquement à « Henry A. Murray, docteur en médecine, et au personnel de la Harvard Psychological Clinic ». Au fur et à mesure du développement du test, les photos de Morgan ont été supprimées ainsi que sa co-auteure, et ses contributions ont été largement oubliées. Selon Murray (en 1985) : « Morgan a demandé que son nom soit retiré de la liste des auteurs principaux du TAT de 1943/1971 car elle n'aimait pas l'obligation de fournir des réponses académiques ».
Morgan a administré l’une des premières versions du test à l’un des premiers patients anorexiques diagnostiqués à Boston[réf. nécessaire].
À la clinique, Morgan et Murray ont mené des recherches pionnières sur la personnalité et l’imagination, influençant des générations de psychologues. Malgré l’effacement de son nom du test d’aperception thématique, l’impact de Morgan sur le domaine de la psychologie des profondeurs, et son rôle dans le façonnement de la psychologie féministe sont indéniables.
Sa principale biographe, la Dr Claire Douglas, a souligné la vision de Morgan d'un soi féminin, qui remettait en question les définitions inventées par les hommes, contribuant ainsi à une troisième force en psychologie, combinant les approches freudiennes et comportementalistes.

## La tour sur le marais
Inspirée par la tour Bollingen de Jung, Morgan a construit « La Tour sur le Marais » à Newbury, dans le Massachusetts, comme refuge pour son art et ses recherches en psychologie. Construite avec l'aide du charpentier local Kenneth Knight, la tour est devenue une représentation symbolique du parcours d'individuation de Morgan. Remplie de ses sculptures, de ses peintures et de ses vitraux, la tour incarne son exploration de l'inconscient et sa relation intellectuelle et sexuelle avec Henry (Harry) Murray.
Cette tour lui servait de lieu de méditation, de créativité et d’étude de la transformation psychologique. Sa construction et sa décoration sont profondément personnelles, reflétant les quêtes spirituelles et intellectuelles de Morgan.

## Décès
La vie de Christiana Morgan s'est terminée tragiquement et de manière ambiguë à l'âge de 69 ans. Elle s'est noyée dans deux pieds d'eau alors qu'elle était en vacances avec Henry (Harry) Murray à Denis Bay, Saint John, Îles Vierges américaines, le 14 mars 1967.
En raison des récits contradictoires de Murray, les circonstances de sa mort restent floues, certains suggérant qu'il pourrait s'agir d'un suicide.

## Héritage
Le nom de Christiana Morgan n’est pas très connu, mais son influence sur le domaine de la psychologie est reconnue.
Bien qu'étant l'une des personnalités fondatrices de la psychologie américaine, et en dépit de son érudition de la psychologie jungienne transmise par ses séminaires Visions de Carl Jung (qui ont duré quatre ans), elle est restée en second-plan durant ses décennies de travail à la Harvard Psychological Clinic (avec Henry Murray). Le test d'aperception thématique est encore couramment utilisé, mais son nom n'y est plus associé ; elle n'a de même jamais été citée dans les conférences originales de Jung.
En tant que femme universitaire de son époque, Christiana a été le plus souvent citée sous le qualificatif d'« anonyme » ou a vu son travail attribué au nom de son collègue masculin.
Le centre de l'œuvre et de l'art de Christiana, et peut-être son œuvre maîtresse, pourrait être la Tour sur le marais dans le Massachusetts, où l'on trouve ses livres, mais aussi l'expression symbolique de sa créativité et de sa vie intérieure, depuis des sculptures en bois complexes jusqu'à des vitraux et des mandalas peints à la main.